# Rhodoleptus comis
Rhodoleptus comis là một loài bọ cánh cứng trong họ Cerambycidae.